# Dan Haigh
Daniel Haigh (nacido el 5 de diciembre de 1984 en Grimsby, North Yorkshire, Inglaterra), es un músico británico actualmente integrante del grupo Fightstar, donde ejerce de bajista.

## Biografía
Dan Haigh nació y creció en Grimsby. 
Conoció a Alex Westaway en la escuela, relación que después le llevaría a formar parte de Fightstar, grupo del que es bajista en la actualidad. 
En su juventud tocó en algunos otros grupos cómo "Blind Oppression", "Infliction" o "4 day week". Después de éstas experiencias con la música decidió dedicarse al diseño de juegos virtuales, siendo el creador de Quake 2 "Oblivion" y Quake 3 "Revoluion".
En 2005 dirigió el vídeo musical de "Palahnuik's Laughter", tema perteneciente al EP con el que debutó Fightstar.
- Datos: Q2838292